# Trianon (wieżowiec)
Trianon – wieżowiec we Frankfurcie nad Menem. Ma 186 metrów wysokości, jego budowa została zakończona w 1993 roku. 
Zbudowano go w miejscu, gdzie wcześniej stał budynek BfG Bank (1964–1990), liczący 12 pięter. 
Głównym najemcą budynku jest firma zajmująca się inwestycjami. 